# Nilton Neves
Nilton Silva das Neves (Belém, 21 de maio de 1958) é um delegado de polícia e político brasileiro filiado ao PSD. Atualmente é deputado estadual pelo Pará.

## Biografia
Nascido em Belém do Pará, distrito de Icoaraci, concluiu seu ensino médio em escola pública, formou-se técnico em metalurgia pela Escola Técnica Federal do Pará. Graduado em economia e direito com pós-graduação em Segurança Pública pela Faculdade Cândido Mendes.
Aprovado em concurso público em 1980, assumiu o cargo de investigador de Polícia Civil, chegou a atuar na divisão de atendimento a adolescentes – DATA antes de ascender para o cargo de Delegado de Polícia Civil através de concurso em 1991.
Nilton Neves foi o primeiro Delegado a assumir a Superintendência Regional do Sul do Pará, com sede em Xinguara, atuou também nas Superintendências: do Xingu (sede em Altamira), Marajó Ocidental (sede em Breves), do Baixo Tocantins (sede em Abaetetuba).

### Carreira política
Em 2012, se candidatou a vereador por Belém pelo Partido da República (atual Partido Liberal), ficando como suplente. Já no Partido Socialista Brasileiro, tentou para deputado estadual, novamente ficando como suplente.
Em 2016 foi eleito Vereador de Belém e no parlamento apresentou requerimentos e projetos nas áreas de Segurança Pública, Educação, Cultura, Saúde, dentre outras.
Em 2018 foi eleito com mais de 29 mil votos para o cargo de Deputado Estadual, tendo como prioridades o desenvolvimento social e segurança pública. Investindo incessantemente na busca por melhorias para a população paraense.